# PamS
『pamS』（ウラスマ）は、2001年8月8日にビクターエンタテインメントよりリリースされたSMAPの4作目のベスト・アルバム。

## 解説
隠れた名曲を収録した裏ベスト・アルバム。シングル曲ではないが、ライブで頻繁に披露されたり、ファンから人気のある曲を中心に収録された。本作リリース前にリリースされた「Smac」は未収録。
2～16曲目までは、同年に発売された『Smap Vest』と同じく、新しい曲→古い曲の順番という収録になっている。
収録曲には既存の楽曲を「ballad version」「2001 version」としてアレンジ、再録したものもある。アレンジされた楽曲には、必ずメンバーのソロパートが存在している。
デザインは黒と桃色の2色で構成され、ジャケットにも黒地に桃色のタイトルがあしらわれている。
「Smap Vest」と同様、表ジャケットが裏面、裏ジャケットが表面に配置されている。

## チャート成績
2001年8月20日付のオリコン週間アルバムチャートで、初週23.0万枚を売り上げ、初登場1位を獲得した。
累計売上は35.5万枚（オリコン調べ）。

## 収録曲
※はアルバム初収録曲。※※はシングルバージョンアルバム初収録曲。
1. 雪が降ってきた（ballad version）
作詞:森浩美 / 作曲:馬飼野康二 / 編曲：大山泰輝
  - 6thシングルのバラード・バージョンだが、1番とラストの大サビ飲みを歌唱する構成である。5人全員にソロパートが与えられている。
2. オレンジ※
作詞:市川喜康 / 作曲:市川喜康 / 編曲：ZAKI
  - 32ndシングル「らいおんハート」カップリング
3. 恋の形（2001 version）※
作詞:久保田洋司 / 作曲:野崎昌利 / 編曲：上杉洋史/ コーラスアレンジ:知野芳彦
  - 28thシングル「たいせつ」カップリングの新録バージョンで、一部リアレンジも行われている。オリジナルではソロパートがあるのは森と木村のみだが、このバージョンでは全員にソロパートが与えられている。
4. 言えばよかった
作詞・作曲:樋口了一 / 編曲:CHOKKAKU
  - 11thアルバム「SMAP 012 VIVA AMIGOS!」収録曲
  - ミニアルバム「La Festa」CMソング
5. ひと駅歩こう - 木村拓哉・香取慎吾
作詞:三井拓 / 作曲・編曲:谷本新 / 編曲：佐々木章
  - 11thアルバム収録曲
6. それじゃまた
作詞:小倉めぐみ / 作曲・編曲:岩田雅之
  - 8thアルバム「SMAP 008 TACOMAX」収録曲
  - SMAP出演 NTT東日本「テレチョイス」CMソング
7. 君と僕の6ヶ月※※
作詞:三井拓 / 作曲・編曲:馬飼野康二
  - 14thシングル「がんばりましょう」カップリング
  - SMAP出演 ロッテ「シュガーレスガム」CMソング
8. Major（2001 version）
作詞:森浩美 / 作曲:庄野賢一 / 編曲:知野芳彦
  - 13thシングル「オリジナル スマイル」カップリングの新録バージョンで、オリジナルではソロパートがあるのは木村と森であるが、このバージョンでは森のパートを稲垣が担当している。再録された楽曲の中で、唯一ソロパートを担当しているメンバーが限定されている楽曲である。
9. 泣きたい気持ち※※
作詞:相田毅 / 作曲:太田美知彦 / 編曲:土方隆行
  - 12thシングル「Hey Hey おおきに毎度あり」カップリング
  - 4thアルバム「SMAP 004」収録曲（中居ソロ曲）のシングルバージョン
  - SMAP主演 映画「シュート!」主題歌
10. どうしても君がいい※
作詞:小倉めぐみ / 作曲:馬飼野康二 / 編曲:CHOKKAKU
  - 9thシングル「君は君だよ」カップリング
11. かなしいほど青い空
作詞:小倉めぐみ / 作曲:多々納好夫 / 編曲:小野沢篤 / コーラスアレンジ:松下誠
  - 4thアルバム収録曲
12. If You Give Your Heart※ - 稲垣吾郎
作詞・作曲・編曲:J.Carbone-D.Belfield
  - 稲垣のソロシングル
  - 稲垣吾郎主演 映画「プライベート・レッスン」主題歌

SMAP名義アルバム初収録。
13. BEST FRIEND（2001 version）※
作詞:福島優子・森浩美 / 作曲:筒美京平 / 編曲:河野伸 / コーラスアレンジ:知野芳彦
  - 4thシングル「負けるなBaby! 〜Never  give up」カップリングの新録バージョンで、全員にソロパートが与えられている。
14. Part Time Kiss（2001 version）- 木村拓哉・稲垣吾郎
作詞:久和カノン / 作曲:川上明彦 / 編曲:CHOKKAKU
  - 2ndアルバム「SMAP 002」収録曲の新録バージョン
15. さよならの恋人（2001 version）- 草彅剛・香取慎吾
作詞:真名杏樹 / 作曲:ジョーイ・カーボーン / 編曲:椎名和夫
  - 1stアルバム「SMAP 001」収録曲の新録バージョン
16. Don't Cry Baby
作詞:小倉めぐみ / 作曲・編曲:長岡成貢 / コーラスアレンジ:松下誠
  - 1stアルバム収録曲
17. どんないいこと（Every You）
作詞:大倉浩平 / 英語作詞:高尾直樹 / 作曲:庄野賢一 / 編曲:K-Muto
  - 18thシングルの英語バージョン、映像作品「SMAP 010 "TEN"」収録曲で、6人時代の楽曲であるものの、改めて5人で録り直している。

## 特典
pmaS Tour 01'で使われた、小道具抽選プレゼントキャンペーンが開催。